# Salmodia exclusiva
Salmodia exclusiva é um posicionamento teológico adotada por um grupo minoritário de igrejas reformadas, segundo a qual somente podem ser usados no culto público o canto congregacional dos salmos metrificados e nenhum outro tipo de cântico.
As igrejas que adotam a doutrina afirmam fazer parte do Princípio Regulador do Culto que somente sejam cantados os salmos bíblicos no culto público. Além disso, as igrejas adotantes da salmodia exclusiva também costumam se opor ao uso de instrumentos musicais nos cultos públicos.
Entre as igrejas que praticam a salmodia exclusiva estão: Congregações Reformadas Neerlandesas, Igreja Puritana Reformada no Brasil
Embora não adote a salmodia exclusiva, existem alas da Igreja Presbiteriana do Brasil que adotam e apoiam a doutrina. Por outro lado, o grupo majoritário das igrejas reformadas não pratica e se opõe a salmodia exclusiva, por afirmar que o posicionamento restringe o ensino de toda a Bíblia por meio dos cânticos, reduzindo os cânticos apenas aos salmos, enquanto toda Bíblia seria adequada para o cântico no culto público.

## História

### Cristianismo primitivo
O canto dos salmos foi incluído no serviço das sinagogas entre o I Século a.C. e I. Século d.C. Os primeiros cristãos se apropriaram dessa tradição, assim como muitos outros elementos do culto na sinagoga. Todos os membros da congregação poderiam cantar e todos deveriam dizer "amém" ao final dos cânticos.
Tal padrão aparece também fora dos salmos. Grande parte da coleção de músicas cristãs primitivas conhecida como os Odes de Salomão conclui com a expressão "aleluia", indicando um propósito litúrgico similar para seus antigos usuários.
Os Salmos de Davi formaram o núcleo da música litúrgica para a igreja primitiva, à qual foram acrescentados outros cânticos do Antigo e do Novo Testamento. Além disso, os primeiros cristãos escreveram composições originais para cantar em adoração ao lado de textos bíblicos. 
Logo após o período do Novo Testamento, a salmodia tomou uma posição preferida na adoração da igreja. Hinos foram compostos para a liturgia das igrejas orientais , mas no ocidente os salmos e cantos eram usados quase exclusivamente até a época de Ambrósio de Milãono final do quarto século. Mesmo assim, os salmos não foram completamente substituídos por hinos.

### Reforma Protestante
Durante a Reforma Protestante  novas músicas da igreja foram escritas a fim de reviver a prática do canto congregacional, que havia sido substituída pelo canto de coros monásticos em latim.
Martinho Lutero e líderes da ala Reformada da Reforma em Estrasburgo , Constança e em outros lugares escreveram música baseadas nos textos de salmo e hinos originais.
João Calvino, por sua vez usou salmos bíblicos quase exclusivamente no Saltério de Genebra, embora o saltério alguns cânticos evangélicos e canções catequéticas . Este saltério deveria se tornar um protótipo para a adoração reformada , mas Calvino não fez nenhuma objeção ao uso de hinos originais em outras igrejas, e ele não apelou para as escrituras em seu prefácio ao saltério, justificando sua preferência pelos Salmos.
Uma vez que o Saltério de Genebra foi traduzido para o alemão em 1573, a salmodia exclusiva se tornou o modo dominante de canto congregacional reformado por 200 anos seguintes a João Calvino em todos os lugares, menos na Hungria. Os anglicanos também não tinham objeções teológicas aos hinos, mas usaram amplamente os salmos, não contribuindo significativamente na composição de novos cânticos inicialmente.  
Obras como o Sternhold, inglês de 1562 e o Saltério  Metrificado, tornaram-se muito populares entre os reformados. As traduções literais dos Salmos começaram a ser preferidas pelos Reformados sobre as traduções mais flexíveis do Saltério de Genebra, Sternhold e Saltério Hopkins na última parte do século XVI. 
Alguns dos mais influentes saltadores do século XVII foram o Saltério escocês, de 1635, e o livro Salmo da Baía, de 1640, que foi o primeiro livro impresso na América. 
Os teólogos reformados do século XVII não chegaram a um consenso sobre a propriedade dos hinos no culto, e vários autores favoreceram a permissão de cânticos distintos dos salmos, incluindo John Ball e Edward Leigh . Thomas Ford também pareceu ter favorecido uma salmodia inclusiva em vez de exclusiva, enquanto preferia os salmos bíblicos.

### Ascensão da salmodia inclusiva
Benjamin Keach , um batista particular , introduziu o hino cantando em sua congregação em 1673, levando a um debate com Isaac Marlow , que se opôs ao canto congregacional por completo. No final do século XVII, o canto de hinos estava a caminho de ser aceitável entre os batistas ingleses. 
Isaac Watts, um ministro congregacional inglês do início do século XVIII, traduziu os salmos de forma mais flexível do que seus predecessores. Por conta disso, alguns reclamaram que seus salmos não eram traduções, mas paráfrases. Watts também escreveu muitos hinos, muitos dos quais imitavam os salmos. A ascensão do pietismo no século XVIII levou a um domínio ainda maior dos hinos, e muitos dos hinos reintroduzidos pelos reformados no início do século XVIII.
O canto de hinos tornou-se aceitável para os presbiterianos e anglicanos em meados do século XIX, embora os uma ala minoritária daqueles continue com a prática da salmodia exclusiva e canto a capela.

## Atualidade

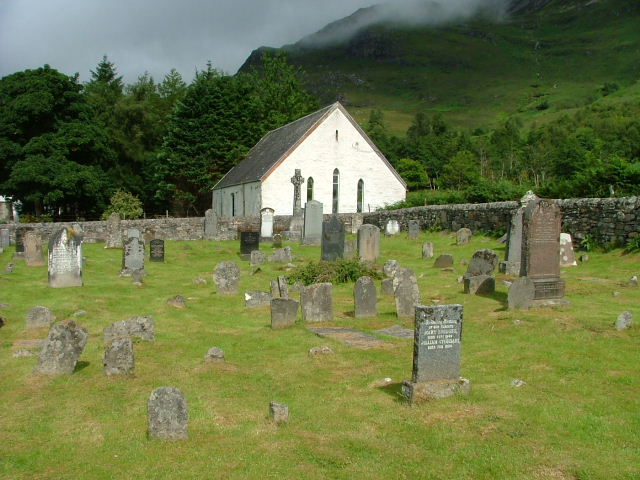
Igreja Livre da Escócia de Arnisdale, uma igreja presbiteriana que pratica a salmodia exclusiva.

Igrejas como as Congregações Reformadas Neerlandesas e Igreja Presbiteriana Reformada (Pactuada) no Brasil continuam praticando a salmodia exclusiva. 
Na Igreja Presbiteriana do Brasil (IPB), há uma ala minoritária, conhecida como "neopuritana", que rejeita qualquer cântico distintos dos salmos nos cultos públicos, bem como o uso de instrumentos musicais. Todavia, em geral o grupo majoritário rejeita a salmodia exclusiva na IPB.

## Fundamentação
Os defensores da salmodia exclusiva entendem que faz parte do Princípio Regulador do Culto cantar exclusivamente salmos, uma vez que textos como Efésios 5.18-19 como em Colossenses 3.16 ordenam os cânticos de salmos. 
Todavia, estes textos também ordem o cântico de "hinos e cânticos espirituais", termos estes entendidos pelos defensores da doutrina como classes de salmos.
Além disso, os defensores do posicionamento afirmam ser parte da confessionalidade reformada a salmodia exclusiva, pelos textos da Confissão de Fé de Westminster que afirma que o dever de cantar salmos nos cultos públicos.

## Oposição
As críticas à salmodia exclusiva no meio reformado baseiam-se na ideia de que todo o conteúdo bíblico seja adequado para os cânticos em culto público e que não fere o Princípio Regulador do Culto cantar cânticos baseado em outras parte da Bíblia que não sejam o livro de salmos. 
Assim sendo, seria prejudicial a adoção da salmodia exclusiva, uma vez que reduziria o conteúdo bíblico cantado e a diversidade de ensino que os cânticos baseados em toda a Bíblia poderiam proporcionar.   
Outras críticas baseiam-se no significado da palavra "salmo" na Bíblia e na Assembleia de Westminster, que originalmente significaria "canção tocada com harpa". Além disso, segundo o Dicionário Inglês Oxford, salmo significa "qualquer música sagrada cantada na adoração religiosa. Sendo assim, o termo salmo usado na Bíblia não se referiria exclusivamente ao livro de Salmos e sim qualquer cântico sagrado. 
Além disso, a metrificação dos salmos não é considerada inspirada por nenhum grupo reformado, e as canções são reconhecidas como orações. Sendo assim, não haveria nenhuma objeção à composição de novas canções para louvor, desde que adequadas às Escrituras Sagradas.
Quanto à historicidade, a doutrina jamais foi ensinada como unânime entre nenhum grupo cristão até o surgimento do Puritanismo, não sendo defendida oficialmente por João Calvino, John Knox ou qualquer dos demais reformadores que  originaram a Fé Reformada.